# Choe Hyo-gyong
Choe Hyo-gyong, född 10 maj 2000, är en nordkoreansk brottare som tävlar i fristil.

## Karriär
Vid olympiska sommarspelen 2024 i Paris tog Choe brons i 53 kg-klassen efter att ha besegrat tyska Annika Wendle i bronsmatchen.